# Planeta desert
Un planeta desert un planeta amb un únic o majoritari bioma climàtic, desert, amb poca o cap precipitació. Mart és considerat com un planeta desert per definició, encara que el terme s'aplica majoritàriament a planetes que poden arribar a ser habitables, a diferència dels planetes estèrils.
És un tema relativament freqüent en ciència-ficció, el concepte inclou tant els planetes reals com a ficticis, i a vegades s'acompanya d'elements de despotisme hidràulic. Potser els exemples més famosos de ficció són Arrakis, l'ajust per a gran part de la sèrie Dune de les novel·les de Frank Herbert i Tatooine de l'univers Star Wars.

## Habitabilitat

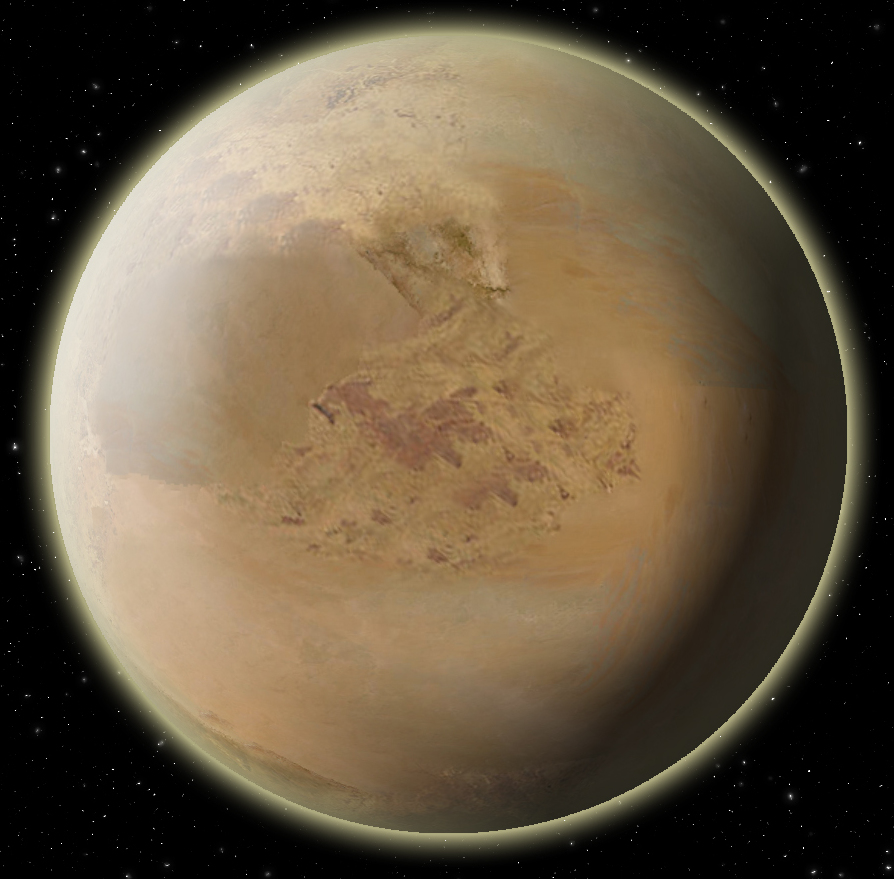
Impressió artística d'un planeta desert.

Un estudi recent ha suggerit que els planetes desert no només tenen capacitat per albergar vida, sinó que podrien ser més comunes que els planetes com la Terra. Aquesta predicció es fonamenta en el seu major rang de zona d'habitabilitat respecte als planetes aquosos.
En el mateix estudi també s'especula que Venus va poder haver estat un planeta desert habitable. Es creu que el mateix va poder haver ocorregut en Mart quan va perdre els seus oceans, i que la vida marciana va poder haver existit en èpoques més recents i fins i tot en els nostres dies, refugiada en aqüífers subterranis. La pròpia Terra, a conseqüència del creixement del Sol, es convertirà en un planeta desert en uns mil milions d'anys.
Malgrat el que comunament es pensava, un planeta desèrtic habitable probablement no té per què tenir un clima completament uniforme. Probablement tindria certa quantitat d'aigua prop de la superfície dels seus pols, encara que el patró climàtic dependria en gran manera d'altres organismes, al llarg de la inclinació axial.
L'estudi realitzat en 2013 va arribar a la conclusió que poden existir planetes desert calents sense efecte hivernacle desbocat en 0,5 ua al voltant d'estrelles similars al Sol. En aquest estudi, es va concloure que es necessita una humitat mínima d'1% de per netejar el diòxid de carboni de l'atmosfera, però massa aigua pot actuar en si mateixa com un gas amb efecte d'hivernacle. Pressions atmosfèriques més altes augmenten el rang en el qual l'aigua pot romandre en estat líquid.